# خوسيه ناسازي
خوسيه ناسازي يارزا (بالإسبانية: José Nasazzi Yarza) الشهير باسم خوسيه ناسازي (24 مايو 1901 في مونتيفيديو، الأوروغواي – 17 يونيو 1968 في مونتيفيديو، الأوروغواي) لاعب كرة قدم أوروغواياني كان يجيد اللعب في مركز الظهير الأيمن.

## السيرة الذاتية
ولد خوسيه في منطقة بيلا فيستا التابعة لعاصمة الأوروغواي مونتيفيديو من أب إيطالي مهاجر من مدينة ميلان جيوزيبي وأم من بلاد الباسك الإسبانية ماريا.
يعتبر ناسازي عن مجموعة من النقاد الرياضيين أفضل لاعب كرة قدم أنجبته الأوروغواي وقد تم إطلاق عليه لقب القائد العظيم. استطاع أن يساهم في الحصول على الميدالية الذهبية لدورة الألعاب الأولمبية مرتين الأولى في 1924 في العاصمة الفرنسية باريس والثانية 1928 في العاصمة الهولندية أمستردام كذلك تحقيق بطولة كأس أمريكا الجنوبية 3 مرات في 1923، 1924، و1926.
خلال بطولة كأس العالم لكرة القدم 1930 التي استضافتها بلاده بدا للوهلة الأولى أن منتخب الأرجنتين سيكون المنافس الوحيد لهم للفوز باللقب. في الدور الأول استطاع منتخب الأوروغواي التغلب على منتخبي بيرو ثم رومانيا ثم سحق منتخب يوغوسلافيا 6-1 في الدور النصف النهائي وبدأ الاستعداد لمواجهة منتخب الأرجنتين. على الرغم من تأخر أصحاب الضيافة 1-2 في نهاية الشوط الأول إلا أن ناسازي ورفاقه استطاعوا قلب النتيجة لصالحهم 4-2 وأن يكون أول قائد يحمل كأس جول ريميه.
رفض الاتحاد الأوروغواياني لكرة القدم المشاركة في بطولة كأس العالم لكرة القدم 1934 التي أقيمت في إيطاليا ولكنه شارك في بطولة كأس أمريكا الجنوبية 1935 التي توج بها ثم اعتزل ناسازي اللعب دوليا في 1937.
لعب ناسازي في 3 أندية وهي بيلا فيستا، ليتو، وناسيونال مونتيفيديو.
عصا ناسازي هو لقب غير رسمي يعود على اسم خوسيه. يقال أنه بعد فوز منتخب الأوروغواي ببطولة كأس العالم الأولى فإنه أي منتخب يتغلب على حامل لقب كأس العالم خلال 90 دقيقة في مباراة دولية معتمدة يحصل على هذا اللقب وحاليا فإن منتخب هولندا هو من يحمل هذا اللقب.
لعب ناسازي 51 مباراة دولية مع منتخب الأوروغواي من 1923 إلى 1937.

## روابط خارجية
- خوسيه ناسازي على موقع الاتحاد الدولي (مؤرشف)  (الإنجليزية)
- خوسيه ناسازي على موقع قاعدة بيانات كرة القدم.إي يو (الإنجليزية)
- خوسيه ناسازي على موقع ليكيب (الفرنسية)
- خوسيه ناسازي على موقع ناشيونال فوتبول تيمز (الإنجليزية)
- خوسيه ناسازي على موقع عالم كرة القدم.نت (الإنجليزية)
- خوسيه ناسازي على موقع اللجنة الأولمبية الدولية (الإنجليزية)
- خوسيه ناسازي على موقع أوليمبيديا (الإنجليزية)